# Шараноподобни
 Тази статия е за разреда риби.  За надразреда вижте Шараноподобни (надразред).  
Шараноподобните (Cypriniformes) са разред костни риби. Приблизително половината от всички сладководни видове риби принадлежат към този разред.

## Класификация
Разредът се разделя на два подразреда с 6 семейства:
Разред Шараноподобни
- Подразред Cobitoidea
  - Семейство Гулеши (на латински: Balitoridae)
  - Семейство Буфалови (на латински: Catostomidae)
  - Семейство Виюнови (на латински: Cobitidae), Щипоци
  - Семейство на латински: Gyrinocheilidae
- Подразред Cyprinoidea
  - Семейство Шаранови (на латински: Cyprinidae)
  - Семейство на латински: Psilorhynchidae